# Xian de Cheng
Pour les articles homonymes, voir Cheng.
Le xian de Cheng (成县 ; pinyin : Chéng Xiàn) est un district administratif de la province du Gansu en Chine. Il est placé sous la juridiction de la ville-préfecture de Longnan.

## Démographie
La population du district était de 240 939 habitants en 1999.